# Mauvages
Mauvages település Franciaországban, Meuse megyében. Lakosainak száma 240 fő (2022. január 1.). Mauvages Broussey-en-Blois, Bovée-sur-Barboure, Delouze-Rosières, Montigny-lès-Vaucouleurs, Vaucouleurs, Villeroy-sur-Méholle és Demange-Baudignécourt községekkel határos.

## Népesség
A település népességének változása:
| Lakosok száma | 304  | 191  | 238  | 258  | 287  | 276  | 259  | 251  | 248  | 240  |
|               | 1968 | 1982 | 1990 | 2006 | 2013 | 2015 | 2017 | 2019 | 2020 | 2022 |